# Wigstock (banda sonora)
Wigstock es el álbum de la banda sonora de la película documental de 1995 Wigstock dirigida por Barry Shils y protagonizada por RuPaul, John Epperson y Deborah Harry.

## Lista de temas
| Artista                        | Canción                               | Autor                                                     | Duración |
| ------------------------------ | ------------------------------------- | --------------------------------------------------------- | -------- |
| Lady Bunny                     | Calling Lady Liberty                  |                                                           | 0:32     |
| Lady Kier                      | Touch Me With Your Sunshine           | Kier Kirby, Roger Sanchez                                 | 3:20     |
| Erasure                        | Cold Summer's Day                     | Vince Clarke/Andy Bell                                    | 6:03     |
| Crystal Waters                 | 100 % Pure Love                       | Crystal Waters, Jay Steinhour, Teddy Douglas, Tommy Davis | 4:39     |
| NYG                            | The Real Thing                        | Arnie Roman, Toni Colandero                               | 4:00     |
| Lady Bunny                     | Mother Nature Must Be A Drag Queen    |                                                           | 0:53     |
| Tabboo!                        | It's Natural                          | Peter Fish, Tabboo!                                       | 3:37     |
| Jackie Beat                    | Kiss My Ass                           | Jackie Beat, Vaughn Verdi                                 | 1:12     |
| Lady Bunny                     | Intros RuPaul                         |                                                           | 0:41     |
| RuPaul                         | RuPaul's Monologue                    |                                                           | 1:14     |
| RuPaul                         | Free to Be                            | Jimmy Harry, RuPaul Charles                               | 4:17     |
| Billie Ray Martin              | Space Oasis                           | Billie Ray Martin, Martin King                            | 5:04     |
| Chic                           | Chic Cheer                            | Bernhard Edwards & Nile Rogers                            | 4:28     |
| Misstress Formika              | Fight For Your Right To Be Queer      | Adam Horovitz, Adam Yauch, Rick Rubin                     | 3:13     |
| Nancy Boy                      | All That Glitters (Come Out Come Out) | Andy Paley, Donovan Leitch, Jason Nesmith                 | 3:42     |
| Lady Bunny                     | Intros Joey Arias                     |                                                           | 0:14     |
| Joey Arias                     | Them There Eyes                       | Doris Tauber, Maceo Pinkard, William Tracy                | 2:48     |
| Lady Bunny                     | Speaks Out                            |                                                           | 0:40     |
| Donna Giles With David Morales | Gimme Luv                             | David Morales, Handel Tucker, Sly Dunbar, Tyrone Thompson | 6:27     |
| Loveland                       | Hope (Never Give Up)                  | Mark Hadfield, Paul Taylor (9), Paul Waterman             | 4:36     |
| Jon Of The Pleased Wimmin      | Passion                               | Bobby Orlando                                             | 3:47     |
| Marc Almond                    | What Makes A Man                      | Bradford Craig, Charles Aznavour                          | 5:19     |
| Deee-Lite                      | Somebody                              | Kier Kirby, Dmitry Brill                                  | 3:31     |
| Lady Bunny                     | Thank You For Coming                  |                                                           | 0:28     |